# Fruitflow
Fruitflowとは、トマト由来の機能性素材である。血流の改善に効果があるとされる。プロベクシス社の開発した商品で、DSM社から発売されている。

## 概要
1999年にスコットランド・アバディーン大学のロウェットリサーチ研究所の Asim Duttaroy によって発見された。
2000年にこの研究所から独立した企業がプロベクシスであり、現在ではロンドン証券取引所に上場している。プロベクシス社は、トマトの機能性について研究し、多くの特許を得ているという。2008年からDSM社の支援を受けるようになった。現在では「fruitflow®」はDSM社の登録商標となっている。
また、欧州食品安全機関 (EFSA) の評価で、条項13(5)の強調表示を2009年12月に取得している。この条項での強調表示はこの製品が初めてであり、これまでにこの製品しか認められていない。DSM社のロブ・ファン・リーンによれば、Fruitflowのように血小板の凝集機能を正常に保つことで血流を正常にするメカニズムに着目したコンセプトの機能性素材はこれまでなかったという。
一方で、プロベクシス社はこの製品の開発のために多額の資金を投入したものの、期待したほどの収益を獲得できなかった。

## 主要成分
原料は、トマトから得られたペースト状のもので、約35の成分要素が凝集抑制作用に寄与していると考えられている。このような働きをする成分は、トマトの皮以外の部分から得られる。

### 雑誌
- Duttaroy, Asim K (2011). “Consumption of tomatoes reduces the cardiovascular disease”. Journal of the Bangladesh Association of Young Researchers (Bangladesh Association of Young Researchers) 1 (2). doi:10.3329/jbayr.v1i2.10027. ISSN 1991-0746. OCLC 972032516.
- Duss, Ruedi (Apr/May 2014). “Care for the cardiovascular system”. Food Australia (Sydney: AIFST) 66 (2). ISSN 1032-5298. OCLC 476130590.
- ロブ・ファン・リーン、米倉, 誠一郎「先駆企業に学ぶ。オープン・イノベーション 成功の条件とは」（PDF）『一橋ビジネスレビュー』第60巻第2号、東洋経済新報社、2012年9月10日、146-152頁、ASIN 4492820558、ISBN 978-4492820551、OCLC 809499991、NCID BB10911912。

### 書籍
- Huizenga, Edward (November 14, 2014). The Knowledge Enterprise: Innovation Lessons from Industry Leaders. Series on Technology Management. 24 (2nd ed.). Singapore: World Scientific Publishing. p. 100. ASIN 1783265426. ISBN 978-1-78326-542-8. OCLC 931644187. ASIN B00QLQ5N9U (Kindle)